# 韓詢
韓詢（1510年—？），字子虛，號两亭，陝西西安前衛人，軍籍，明朝政治人物。

## 生平
嘉靖十九年庚子科（1540年）陝西鄉試第五十名舉人。嘉靖二十九年（1550年）中式庚戌科會試第二百十九名，三甲第二百一十三名進士。官至苏州府同知。

## 家族
曾祖韓鐸，知州 累贈嘉議大夫大名府知府；祖父韓福，前戶部左侍郎兼都察院左副都御史；父韓俱，七品散官。母姚氏。慈侍下。弟許、訓。